# آبچلیک تاهیتی
آبچلیک تاهیتی (نام علمی: Prosobonia leucoptera) نام یک گونه منقرض‌شده از سرده آبچلیک پلی‌نزی است.